# Niége Dias
Niége Dias (5 december 1966) is een tennisspeelster uit Brazilië.
Tussen 1985 en 1988 speelde ze 24 partijen voor Brazilië op de Fed Cup.
In 1988 won Dias het Barcelona Open.